# Nikolay Moss
Nikolay Moss, noto anche con lo pseudonimo di Nikolay Aleksandrov Moss (Silver Spring, 25 agosto 1988), è un attore e sceneggiatore statunitense.

## Biografia
Alto 1,85 m, ha praticato diversi sport: calcio (livello professionale), basket, calcio, pista, pallavolo e nuoto.
È celebre per aver partecipato come attore a: NCIS: Los Angeles; The Cobblestone Corridor, per il quale ha ricevuto l’Emmy Award come miglior attore; Time Is Up.  Nel 2023 interpreta il personaggio di Re Riccardo I d’Inghilterra ne Il Monaco che vinse l’Apocalisse.

## Filmografia

### Televisione
- NCIS: Los Angeles, serie TV, episodio “Blood Bank” (2023)
- The Rookir, serie TV, episodio “Chapter 8” (2019)
- Betrayed, serie TV, episodio Motel Hell (2018)
- Evil Things, serie TV, episodio Christmas Gift & Stolen Time (2017)
- The Cobblestone Corridor, 5 episodi (2016)
- GodComplx, serie TV, 9 episodi (2016)
- Lunch specials, serie TV, episodio The Struggle (2016)
- Gringolandia, serie TV, episodi Chanco en Misa, Distant Cousin (2014-2015)
- Making a Scene with James Franco, serie TV, episodi Silen Taxi Driver, Catfather (2014)
- Gossip Girl, serie TV, episodio Mounstrous Ball (2012)

### Cinema
- Il Monaco che vinse l'Apocalisse, regia di Jordan River (2023)
- Time Is Up, regia di Elisa Amoruso(2021)
- Double Belgian, regia di Graham Winfrey (2019)
- Mad Women, regia di Jeff Lipsky (2015)

### Cortometraggi
- reTribution, regia di Nathan Hewitt, Brandon Ross (2023)
- Relax, regia di Johno Faherty (2018)
- Timeless, regia di David Arturo Cruz Baquero (2017)
- Time Speech, regia di Rebeca CasagrandeFabio Medeiros (2017)
- Viral, regia di Majd Nassif, Doug Strong (2017)
- G.R.E.T.A., regia di Tanner Cusumano (2017)
- We Just Meat, regia di Muneeb Hassan (2015)

## Riconoscimenti

### Premi
- 2023 – Omaha Film Festival: Best Nebraska short film (reTribution)
- 2018 – KAPOW Intergalactic Film Festival: Best Drama (Timeless)
- 2017 – Emmy Award (The Cobblestone Corridor)

### Nomination
- 2019 – Cayenne Short Film Festival: Best short film (Timeless)
- 2018 – InShort Film Festival: Best short film (Timeless)
- 2018 – Lift-Off Film Festival - Los Angeles: short film (Timeless)